# Казахстанская епархия
Казахста́нская епа́рхия — каноническое и структурно-территориальное подразделение Русской православной старообрядческой церкви на территории Казахстана, а также Узбекистана, Киргизии и Туркменистана.

## История
Первой старообрядческой епархией на территории современного Казахстана стала Уральская епархия с центром в городе Уральск, которая первоначально охватывала территорию южных уездов Оренбургской губернии и Уральскую область.
В 1922—1932 годы существовала Семипалатинско-Зайсанская епархия, которую возглавлял епископ Андриан (Бердышев).
В 1992 году Казахстанские приходы РПСЦ отошли к Новосибирской и всея Сибири епархии, которой управлял епископ Силуян (Килин).
19 октября 2016 года решением Освященного Собора РПСЦ была образована Казахстанская епархия путем выделения ее из состава епархии Новосибирской и всея Сибири  с епархиальным центром в Покровской церкви города Уральска, где покоятся мощи Арсения Уральского. На тот момент в Казахстане и странах Средней Азии было пять зарегистрированных приходов и несколько незарегистрированных общин.

## Епископы
Уральская епархия (кафедра в городе Уральск)
- Виталий (Мятлев) (1858—1864)
- Виктор (Лютиков) (18 декабря 1875 — 27 августа 1897)
- Арсений (Швецов) (24 октября 1897 — 10 сентября 1908)
- Мелетий (Картушин) (25 августа 1910 — 8 ноября 1912) в/у, еп. Саратовский
- Евлогий (Алгазин) (8 ноября 1912 — 15 февраля 1916)
- Амфилохий (Журавлёв) (23 сентября 1916—1922)
- Иоаникий (Исаичев) (1922—1926) в/у, еп. Саратовский
- Сергий (Кулагин) (14 ноября 1926—1936)

Казахстанская епархия
- Сава (Чаловский) (с 23 октября 2016)

## Приходы
- церковь Покрова Пресвятыя Богородицы в Уральске
- церковь Покрова Пресвятыя Богородицы в Усть-Каменогорске
- приход в честь Знамения Пресвятыя Богородицы село Бобровка Восточно-Казахстанской области
- молитвенный дом св. Арсения Уральского в Алматы